# Icelus armatus
Icelus armatus är en fiskart som först beskrevs av Schmidt, 1916.  Icelus armatus ingår i släktet Icelus och familjen simpor. Inga underarter finns listade i Catalogue of Life.